# Vörös bivaly
A vörös bivaly vagy őserdei bivaly (Syncerus caffer nanus) az emlősök (Mammalia) osztályának párosujjú patások (Artiodactyla) rendjébe, ezen belül a tülkösszarvúak (Bovidae) családjába és a tulokformák (Bovinae) alcsaládjába tartozó kafferbivaly (Syncerus caffer) egyik alfaja.

## Előfordulása
Előfordulási területéhez tartozik a Kongói Demokratikus Köztársaság, a Kongói Köztársaság, Gabon, Ghána, Togo és Kamerun síkvidéki esőerdei, mocsaras területei.

## Megjelenése
A szavannabivalynál (Syncerus caffer caffer) kisebb. Nevét vörösesbarna szőrzetéről kapta (az öreg bikák szőrzete fokozatosan besötétedik). Marmagassága 1,1–1,3 méter, tömege 270–320 kilogramm, testhossza (a fejjel együtt) 180–220 centiméter. Szarvának terpesztése általában kisebb, mint a szavannán élő alfajoké; körülbelül 60 centiméter.

## Életmódja
5–20 tagú csoportokban, rejtőzködő életet él. Főleg az erdőket, folyópartokat kedveli, és többnyire éjjel, a hőséget kerülve jár táplálék után. A hőségtől a közeli mocsarakban hűti le magát sárfürdővel. Fő táplálékai a fűfélék és a friss hajtások. Vadon 18–25 éves koráig él.
A nőstény első borját 4–5 évesen hozza világra, többnyire az esős évszakban, a sűrűbb bozótban.

## Védettsége
Húsáért és szarváért lövik az orvvadászok; állatkerti tenyésztését az ISIS program koordinálja. Magyarországon a Budapesti Állatkertben, a Debreceni Állatkertben és a Győri Állatkertben látható.

## Képek

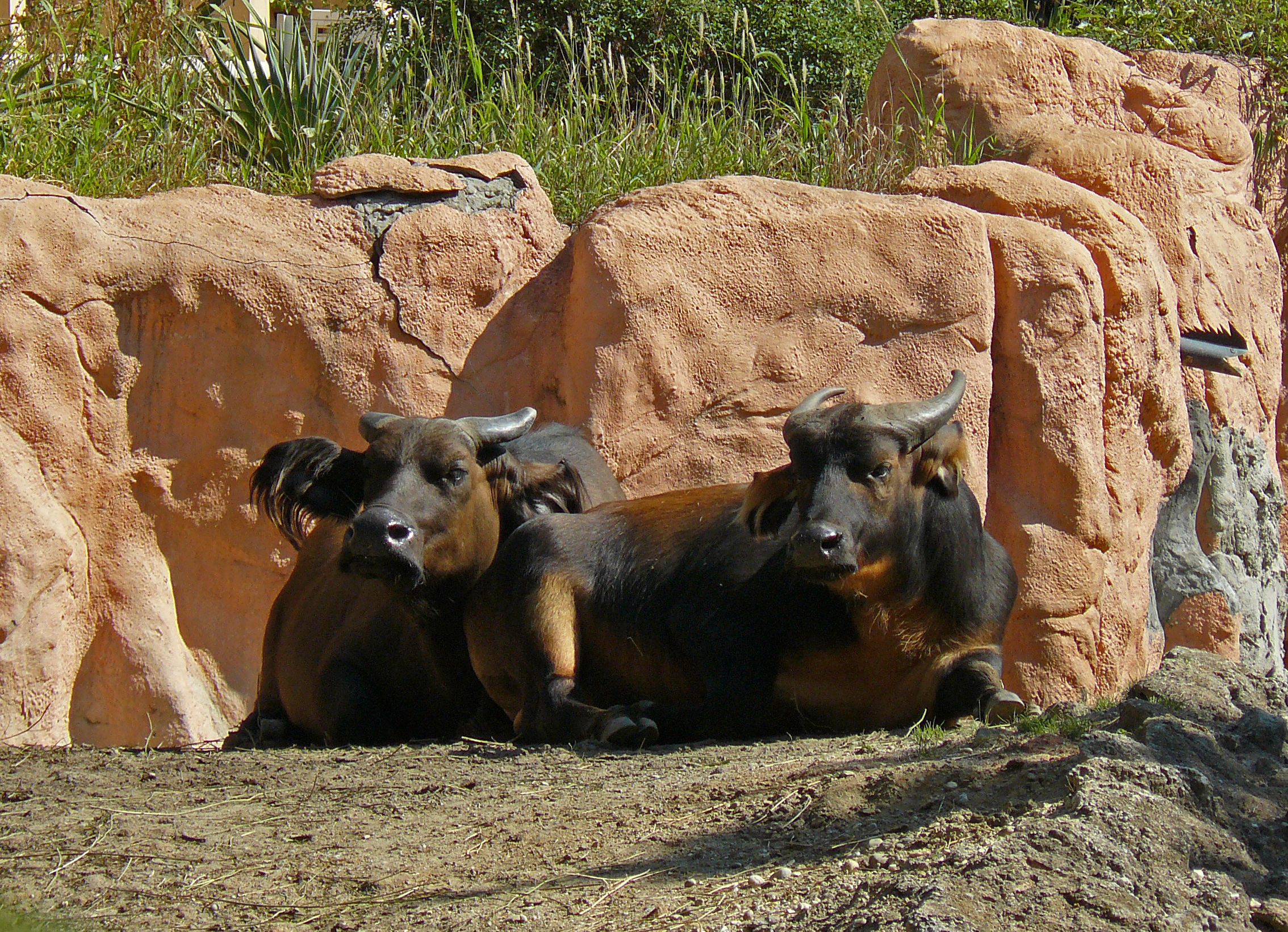
vörös kafferbivalyok a budapesti állatkertben
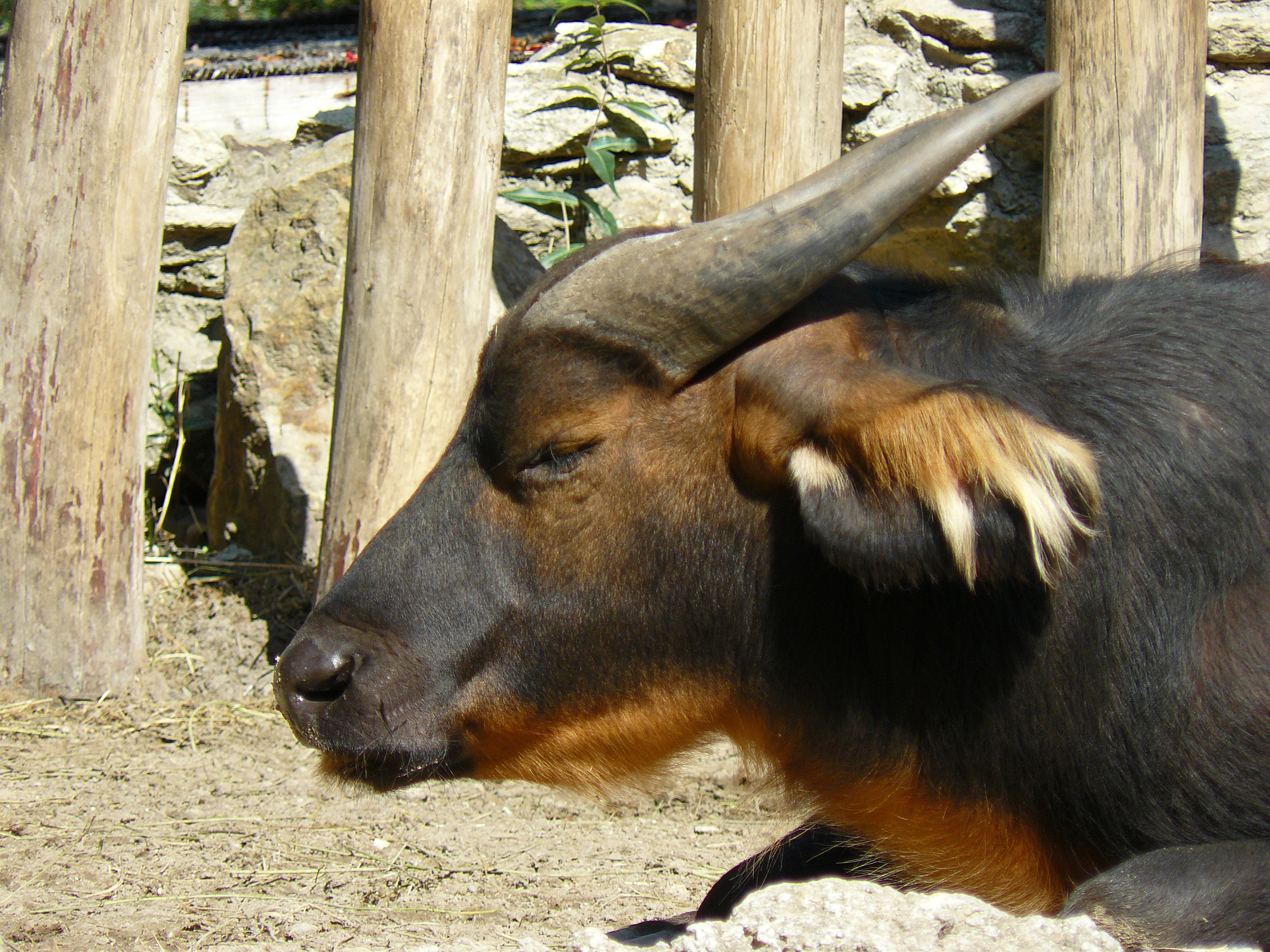
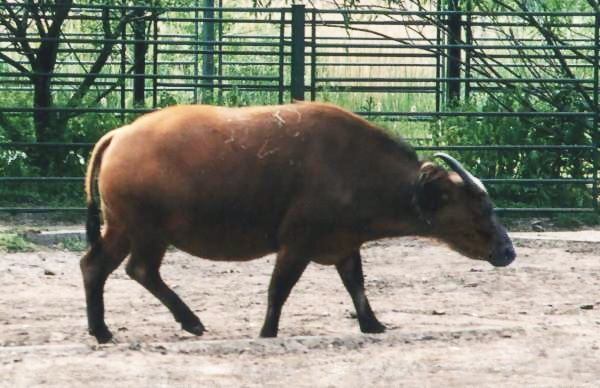